# Opisthotropis jacobi
Espèce
Statut de conservation UICN

 DD  : Données insuffisantes
Opisthotropis jacobi est une espèce de serpents de la famille des Natricidae. 

## Répartition
Cette espèce se rencontre dans le nord du Viêt Nam et au Yunnan en République populaire de Chine,.

## Description
C'est un serpent ovipare aquatique qui se nourrit de poissons, d'amphibiens, de têtards, de crevettes d'eau douce, de larves...

## Publication originale
- Angel & Bourret, 1933 : Sur une petite collection de serpents du Tonkin. Descriptions d'espèce nouvelles. Bulletin de la Société zoologique de France, vol. 18, p. 129-140.